# Gaz à tous les étages

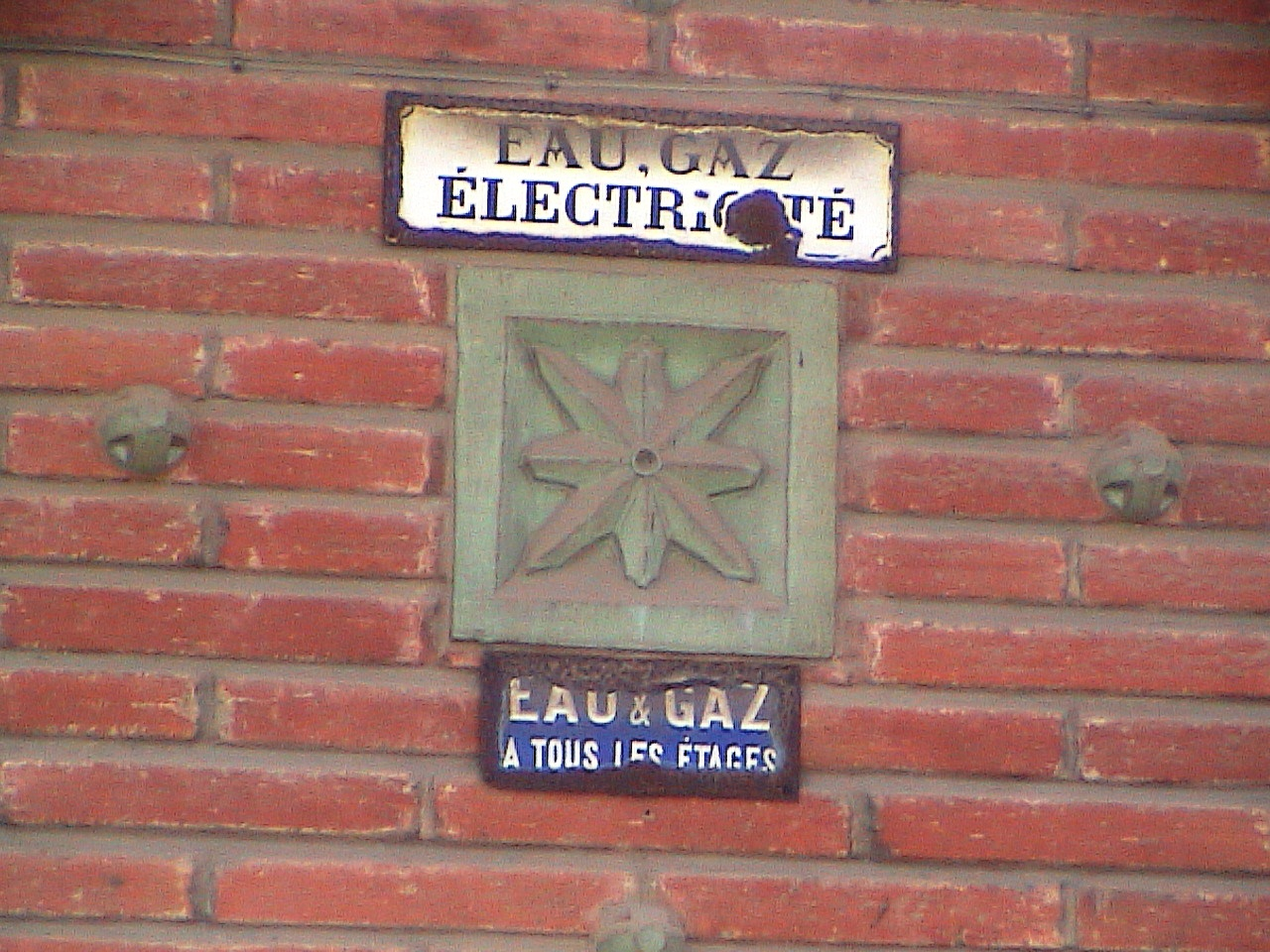
Schilder an einem Haus in Arcachon

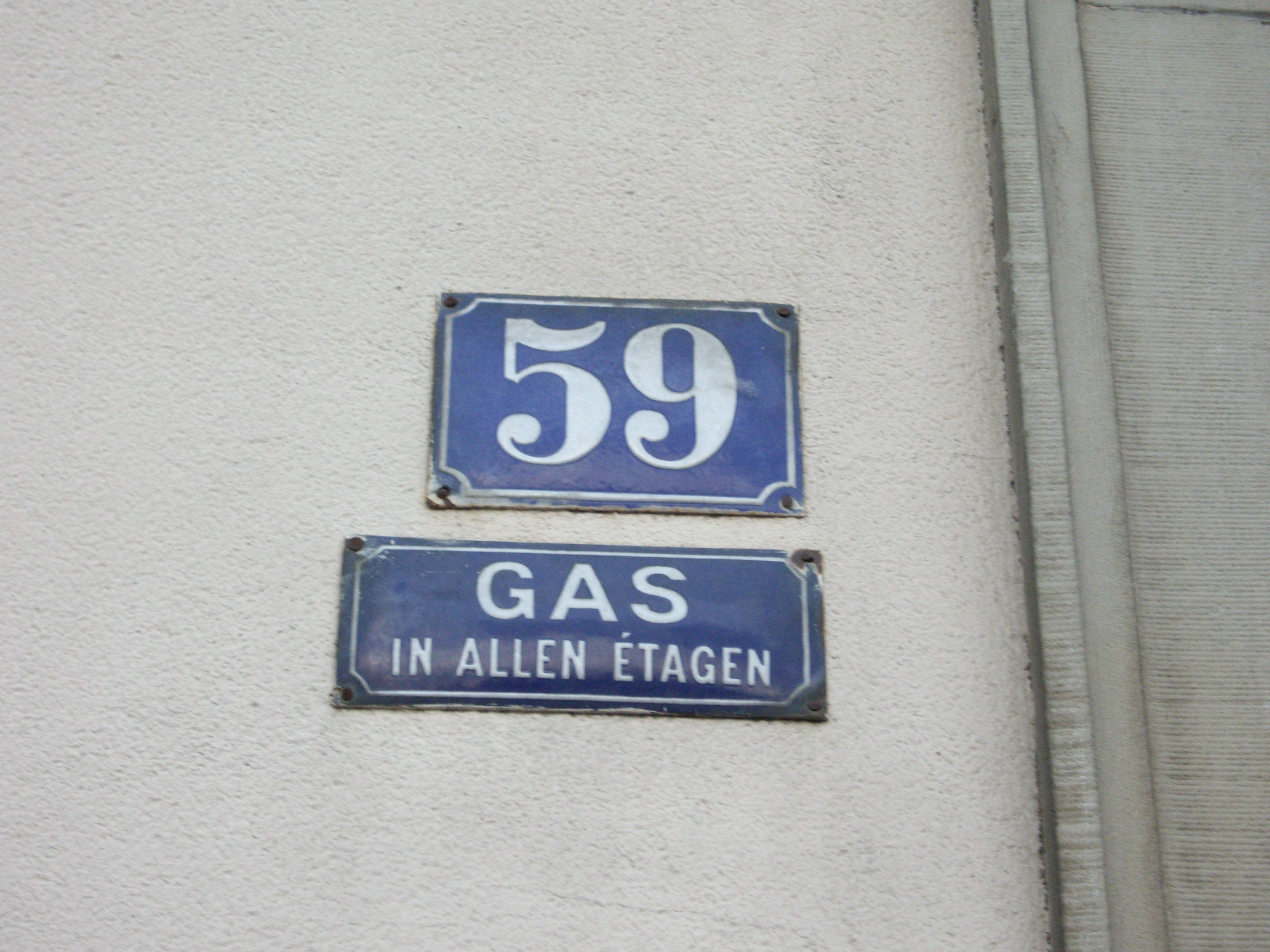
Schilder an einem Haus in Straßburg

Gaz à tous les étages (Gas auf allen Etagen) ist eine an Hausfassaden französischer Altbauten häufig anzutreffende Beschilderung, welche gegen Ende des 19. Jahrhunderts aufkam, als das Stadtgas in den Großstädten nach und nach die Petroleumlampen, Kerzen und Kohleöfen ersetzte. Teilweise wird gleichzeitig ein Hinweis auf fließendes Wasser im Gebäude gegeben (Eau et gaz à tous les étages). Ein Hinweis auch auf Elektrizität ist dagegen selten. 
Die Anbringung eines solchen Schildes ist nicht verpflichtend, daher kann umgekehrt aus dem Fehlen dieses Schildes nicht geschlossen werden, dass das Haus keinen Gasanschluss hätte. Schilder dieser Art waren ursprünglich ein Zeichen gutbürgerlicher Wohnkultur und sollten dem Publikum und potentiellen neuen Mietern anzeigen, über welchen Komfort das Haus bereits verfügte. 
Obwohl fließendes Wasser, Gas und Strom in Wohnhäusern in Frankreich heute völlig selbstverständlich sind, werden diese Schilder aus Traditionsbewusstsein in der Regel nicht entfernt. 
In Straßburg ist die Beschriftung meist auf Deutsch: „Gas auf allen Etagen“, selbst an Gebäuden, die erst nach Ende des Reichslands Elsaß-Lothringen gebaut wurden.

## Sonstiges
- Serge Gainsbourg schrieb ein Lied mit dem Titel: „Eau et Gaz à tous les étages“.[1]
- Der zweite Band der Comicserie Les Femmes en blanc von 1987 hat den Titel: „Gaze à tous les étages“.